# Kamas
Kamas is een plaats (city) in de Amerikaanse staat Utah, en valt bestuurlijk gezien onder Summit County.

## Demografie
Bij de volkstelling in 2000 werd het aantal inwoners vastgesteld op 1274.
In 2006 is het aantal inwoners door het United States Census Bureau geschat op 1493, een stijging van 219 (17,2%).

## Geografie
Volgens het United States Census Bureau beslaat de plaats een oppervlakte van
4,1 km², geheel bestaande uit land. Kamas ligt op ongeveer 1887 m boven zeeniveau.

## Plaatsen in de nabije omgeving
De onderstaande figuur toont nabijgelegen plaatsen in een straal van 20 km rond Kamas.